# Lamposaaret (ö i Kajanaland)
Lamposaaret är en ö i Finland. Den ligger i sjön Palojärvi och i kommunen Suomussalmi i den ekonomiska regionen  Kehys-Kainuu  och landskapet Kajanaland, i den östra delen av landet, 600 km nordost om huvudstaden Helsingfors. Öns area är 0,1 hektar och dess största längd är 70 meter i öst-västlig riktning.  Notera att namnet antyder att det är fråga om flera öar.